# ダイブ (企業)
株式会社ダイブは、人材派遣事業や有料職業紹介事業、グランピング施設専門のWEBメディア運営を行なっている企業である。

## 概要
株式会社ダイブの代表取締役は庄子 潔、取締役は山本 拓嗣、野方 慎太郎。本社は東京都新宿区。
株式会社アプリとして2002年3月に設立。2019年3月に社名を「株式会社ダイブ」に変更した。社名の「ダイブ」には、新しい世界に一歩飛び込む人や新たな挑戦をしたい（Diveしたい）と想う人を応援し、寄り添い続けるという意味が込められている。また、DiveのロゴのDは、「&」がモチーフとなっていて、さまざまな「つながり」を表している。

## サービス

### HR事業

#### Resort Baito Dive（リゾートバイトダイブ）
日本国内のホテル・旅館など観光業をメインとした「移動体験」を提供する人材サービス。自然豊かな観光地や地方地域から東京まで、全国各地を旅するようにはたらく「観光以上、定住未満」という働き方を実現。観光施設がかかえる人材課題の解決をサポートする。

### 地方創生事業

#### The Lantown（ザランタン）
カジュアルな価格帯のグランピング施設ブランドを展開する宿泊事業。自治体の公共施設や遊休地を活用したグランピング施設「ザランタン」6施設の企画開発・経営・運営を行なう。地方地域ごとに持続可能なコンセプトを設計し、その魅力をリデザインした宿泊施設の企画開発・経営・運営・集客を行なっている。
- ザランタン東かがわ｜大池オートキャンプ場
- ザランタンあば村｜阿波森林公園
- ザランタン三瀬高原｜やまびこの湯
- ザランタン芦別
- ザランタン鹿沼
- ザランタンひたち大宮｜パークアルカディア

#### GLAMPICKS（グランピックス）
グランピング施設・アウトドアホテル専門のWEBメディア

#### OFFSITE（オフサイト）
オフサイトミーティング専門のWEBメディア

### IT業務支援事業

#### Field Engineer Dive（フィールドエンジニアダイブ）
IT環境の構築など、さまざまなITに関する悩みを抱えた企業に向けて、インフラ・開発・RPAなどのIT業務全般サポートを行なう。また、将来エンジニアとして活躍したい人に向けて社内教育環境と実務経験を提供し、多くのエンジニアの輩出を目指す。

### 海外人材事業

#### 外国人人材サービス
日本で働きたい外国人と日本をつなげる人材サービス。お仕事の紹介や住まいの同時提供、ビザの支援等を通して、外国人の就労支援を行なっている。日本の人口減少の課題解決に向けて、企業の人手不足対策と地域を巻き込んだ多文化共生社会の構築を目指している。

## 沿革
- 2002年（平成14年）3月 - 株式会社アプリとして設立。
- 2003年（平成15年）4月 - 宮城県仙台市に仙台オフィスを設立。
- 2004年（平成16年）3月 - 東京本社を東京都新宿区西新宿一丁目に移転。
- 2005年（平成17年）3月 - 大阪府大阪市に大阪オフィスを設立。
- 2007年（平成19年）3月 - 福岡県福岡市に福岡オフィスを設立。
- 2009年（平成21年）3月 - 北海道札幌市に札幌オフィスを設立。
- 2010年（平成22年）4月 - 東京本社を新宿区新宿三丁目に移転。
- 2015年（平成27年）6月 - 東京本社を新宿区西新宿一丁目に移転。
- 2016年（平成28年）
  - 4月 - 沖縄県那覇市に沖縄オフィスを設立[6]。
  - 8月 - 東京本社を新宿区新宿三丁目に移転。
- 2018年（平成30年）
  - 2月 - 法人向けオフサイトミーティング専用旅行サービス「OFFSITE（オフサイト）」をスタート。
  - 3月 - 海外経験がある若者に特化した人材サービス「旅人採用」をスタート
  - 4月 - 株式会社リンクホテルマネジメントを設立。
  - 5月 - 東京本社を東京都新宿区新宿三丁目に移転。
- 2019年（令和元年）8月 - グランピング施設運営「グランピング事業」をスタート。グランピングに特化した検索・情報サイト「GLAMPICKS」開設[7]。
- 2020年（令和2年）
  - 4月 - 農業人材派遣のシェアグリと提携[8]。
  - 6月 - ホテルや旅館に後日泊まれるチケット販売サイト「あと宿」開設[9]。
  - 7月 - 東京本社を新宿区新宿二丁目に移転。
  - 9月 - 情報システム部周りのサポート事業「Field Engineer Dive」をスタート。
- 2022年（令和4年）8月 - 宿泊施設に外国人紹介・支援を行うサービス「宿泊業界のための外国人求人ナビ」をスタート[10]。
- 2024年（令和6年）3月 - 東京証券取引所グロース市場に上場。